# Dicallomera fascelina
Dicallomera fascelina — вид метеликів з родини еребід (Erebidae).

## Поширення
Вид поширений в Європі та Азії на схід до Кореї.

## Опис
Розмах крил 35-45 мм. Переднє крило попелясто-сіре з чорними та жовтими смужками. Задні крила сірі або білуваті.

## Спосіб життя
Міль літає з червня по липень. Личинки харчуються різними трав'янистими рослинами, такими як Cytisus scoparius, Crataegus monogyna, Rubus fruticosus, Calluna vulgaris, Onobrychis viciifolia, Salvia pratensis та Lotus corniculatus.